# Movimento Democrático de Libertação de Portugal
O Movimento Democrático de Libertação de Portugal (MDLP) foi uma organização terrorista portuguesa ativa durante o período que se seguiu à revolução de 25 de abril de 1974. Entre as ações atribuídas ao MDLP estão uma tentativa de golpe de estado em 11 de março de 1975, uma vaga de atentados à bomba a sedes de partidos de esquerda no início de 1976 e o atentado à bomba que vitimou o candidato a deputado Padre Max e uma estudante que o acompanhava. O MDLP estava ligado ao Movimento Maria da Fonte e ao Exército de Libertação de Portugal, com o qual partilhava fontes, colaboradores e patrocinadores.
O MDLP foi uma de várias organizações de extrema-direita surgidas após a revolução de 25 de abril de 1974. Estes grupos efémeros, com ligações ao poder político do Estado Novo e aos grandes grupos económicos, procuravam reverter as mudanças democráticas introduzidas após o 25 de abril. O MDLP foi formalmente constituído em 5 de maio de 1975, após a Intentona de 11 de Março de 1975, e foi liderado, a partir do Brasil, pelo General António de Spínola, mas toda a sua estrutura encontrava-se sediada em Madrid. 
Segundo o jornal Público, António de Spínola "sonha[va] com um regresso à frente de um exército invasor para expulsar os comunistas do poder".

## Estrutura e membros

### Estrutura e liderança
Essa estrutura assentava num Gabinete Político, que assegurava a liderança política do movimento, dirigido por Fernando Pacheco de Amorim reportando directamente ao General António de Spínola e integrado, entre outros, por António Marques Bessa, Diogo Velez Mouta Pacheco de Amorim (actual vice-presidente da Assembleia da República), José Miguel Júdice (advogado e comentador na SIC) e Luís Sá Cunha. A estrutura militar era liderada pelo Coronel Dias de Lima, Chefe do Estado Maior, também ele reportando directamente ao General António de Spínola e subdividia-se em dois braços, a RAI - Rede de Acção Interna, liderada por Alexandre Negrão e as FAE - Forças de Acção Externa, estas lideradas por Alpoim Calvão. Ambos Alexandre Negrão e Alpoim Calvão reportavam directamente a Dias de Lima. 
Setenta e Quatro, um projeto de informação digital, em entrevista com Riccardo Marchi identifica cinco departamentos: "a estrutura hierárquica, pensada por Alpoim Calvão (...) era liderada por um Comando (Spínola) alicerçado num Comité Superior. Era composto por cinco departamentos: político (José Miguel Júdice, José Valle de Figueiredo, Luís Sá Cunha, António Marques Bessa), militar (Alpoim Calvão e os tenentes-coronéis Gilberto Santos e Castro e Alexandre Dias de Lima), o financeiro (Manuel Cotta Dias e Joaquim Ferreira Torres), diplomático e o das informações (primeiro-tenente Jorge Braga)."

### Outros membros
Foi ainda membro das MDLP o sobrinho de Fernando Pacheco de Amorim, Diogo Pacheco de Amorim que em 2019 se tornaria um militante proeminente do partido político Chega, e chegará a vice-presidente da Assembleia da República em 2024. Antes foi "Assessor do Vice-Primeiro Ministro Diogo Freitas do Amaral no 1º Governo da AD e Chefe de Gabinete do Grupo Parlamentar do [CDS-]PP entre 1995 e 1997".
A rede do MDLP alegadamente envolveria ainda figuras de topo como: Frank Carlucci, Sanches Osório, Canto e Castro (Conselho da Revolução), Galvão de Melo; industriais como Rui Castro Lopo, Abílio de Oliveira, Joaquim Ferreira Torres, Avelino Ferreira Torres (posterior autarca do CDS-PP); brigadeiro Pires Veloso; membros da Igreja como o Arcebispo de Braga e o Cónego Melo.
Em entrevista à VISÃO, o militar e investigador Fernando Cavaleiro Ângelo afirma: "Pessoas cúmplices ou ativamente envolvidas no terrorismo de extrema-direita começaram a destacar-se na sociedade e não gostam que se investiguem estas questões. (...) Houve muita gente envolvida". Ver ainda entrevista ao DN. Muitos envolvidos, “principalmente militares” (p. 331), por exemplo, Caimoto Duarte e Pedro Menezes (p. 300).

### Financiadores
Houve muito dinheiro e material a afluir ao movimento para conseguir realizar os mais de 500 atentados. Houve financiamento de grandes empresas ligadas ao Estado Novo. No entanto, Sanches Osório refere que António Champalimaud apesar de favorável a estas ações não terá financiado o MDLP por não acreditar em Spínola.

### A rede operacional
Ramiro Moreira, um dos operacionais detido pela PJ, tinha sido "segurança do PPD (actual PSD)", "militante nº7 do PPD",e "expulso por Sá Carneiro, em Novembro de 1975, por pertencer ao MDLP". Ramiro Moreira alega que terá sido recrutado por Mota Freitas, então comandante da PSP do Porto. Este e o comandante Sampaio Cerveira forneceriam armas e explosivos (p. 303), incluindo "granadas, trotil, plástico e armas" (p.317). Júlio Regadas e Mário Ferreira da Polícia Judiciária também seriam da rede (p. 297).
Os operacionais eram frequentemente recrutados entre tropas de elite coloniais e marginais urbanos (p. 329-330). Por exemplo, os também detidos com Ramiro Moreira, os então jovens Marques da Costa (Manuel “Águia”), que tinha posto uma bomba na Faculdade de Economia do Porto, e Manuel Teixeira Gomes, segurança em comícios do CDS e guarda-costas de Galvão Melo (p. 300).

### Motivações
As motivações dos membros eram variadas e a rede juntava uma mescla de anticomunistas, mercenários e oportunismo para negociatas. A motivação anticomunista grassava do topo aos operacionais. Por exemplo, Ramiro Moreira relata que “senti uma especial vontade de punir sindicalistas” (p. 339). Os operacionais relatam que eram pagos por atentado. Manuel Teixeira Gomes é-lhe prometido 10 contos (1300 euros em 2016) por atentado (p. 301). Também Ramiro Moreira relata que lhe pagam por atentado, mas ambos se queixam de somas por pagar. A confusão dos atentados permitia ainda negociatas.

## Ligações à direita tradicional
O livro de Miguel Carvalho já em sexta edição "Quando Portugal ardeu" aborda as relações de parte da direita tradicional com o MDLP, Plano Maria da Fonte e quejandos.
Muitos dos operacionais do MDLP eram seguranças de partidos políticos, destacando-se o caso de Ramiro Moreira. Militante nº 7 do PPD e membro da Comissão Política Distrital do Porto, assegurava a segurança e, por vezes, também se envolvia em escaramuças ocasionais, habituais naqueles tempos (p. 314). Com alguns jovens do PPD, começa por usar bombas incendiárias para pegar fogo a carros de militantes de esquerda (p.316).
Na altura da sua expulsão, em Novembro de 1975, o próprio Sá Carneiro terá o chamado a sua casa para o intimar a desfiliar-se ou a ser desfiliado, para não envergonhar o partido. Esta proximidade pessoal levou Vítor Alves a sugerir a divulgação de uma fotografia de 1974 de Ramiro Moreira ao lado de Sá Carneiro para ganhos eleitorais. Balsemão irá recusar a sua publicação no Expresso, mas o Diário, próximo ao PCP, publicará. (318). Não há quaisquer indícios de ligação do então líder do PPD às atividades de violência política de Ramiro Moreira.
Tal já não acontecia com outros militantes. A sobreposição entre parte das estruturas e os protagonistas do MDLP e dos partidos da direita tradicional, levavam a relações de proximidade pessoal ou mesmo política. O próprio Ramiro Moreira achava ““natural” continuar militante no PPD e pertencer ao MDLP”. Afinal “”Havia gente no partido que pensava da mesma maneira, ultras como eu””. (318) Após a expulsão do PPD, passará a fazer de segurança para o CDS, especialmente ao General Galvão de Melo.
Gonçalo Martins, militante do CDS e indigitado para candidato à Câmara Municipal de Ponte de Lima seria detido aquando da prisão de Ramiro Moreira, devido a alegadamente ter fornecido 200 quilos de gelamonite. É próximo dos empreiteiros Veríssimos de Ponte de Lima, simpatizantes do CDS e detentores de pedreiras e explosivos. O conhecimento de altos quadros do CDS poderia ser maior, sendo ainda nomeados Basílio Horta (p. 302) ou Galvão de Melo.

## Ligações à Igreja
Miguel Carvalho, no seu livro "Quando Portugal ardeu" detalha as relações de parte da Igreja Católica em Portugal com a direita radical bombista.
O epicentro das relações dos movimentos terroristas de direita com a Igreja Católica será em Braga. O seu Arcebispo, D. Francisco admirava António de Oliveira Salazar. No pós 25 de Abril, vai apoiar os programas de CDS e PDC, dados os seus valores cristãos em acordo com a doutrina da Igreja (ou como ele a lia). Alguns referem até o seu desconforto com as posições políticas do PPD.
O envolvimento da Igreja católica será precipitado por uma conspiração da extrema direita, promovida pelos orquestradores Jorge Pereira Jardim, major Sanches Osório e Paradela de Abreu. Dado a fuga de dinheiro do país ser um dos problemas no regime de Abril, estes denunciam, por carta e telefone ao COPCON, a viagem do Arcebispo de Braga D. Francisco ao Brasil. Este será revistado de alto a baixo, o que dar-lhe-á a motivação extra para apoiar as atividades de “defesa do ‘cristianismo’, do ‘patriotismo’ e da ‘liberdade’” dos novos movimentos. Assim, D. Francisco dá o apoio ao Plano Maria da Fonte, incluindo também representantes do MDLP, mas direciona-os para o Cónego Melo, como oficial de ligação.
Em face dos esquerdismos há apelos à “destruição dos ninhos vermelhos”. É dito às populações que os comunistas vêm roubar a terra, levarem as crianças e dar uma injeção ou tiro na nuca dos velhos. O suplemento cultural do Diário do Minho e as homílias terão o seu papel na disseminação destas ideias.
Em contraste, o Bispo do Porto, D. António Ferreira Gomes, exilado por Salazar, recusa a promoção pela Igreja Católica de partidos ou de chefiá-los. No final de 1974, irá denunciar a as campanhas anticomunistas em folhas paroquiais por alguns sacerdotes. Mesmo em Braga há católicos em dissonância com o arcebispo, mas são tratados à castanhada. (i) As práticas eclesiásticas retrógradas da diocese de Braga ao ignorar o Concílio Vaticano II são denunciadas por cristãos bracarenses num documento de 15 páginas. (ii) A diocese pune críticas de um cónego e quatro sacerdotes. (iii) O padre Ângelo da Venda será intimidado, inclusive à bomba.
Mas noutras dioceses, como Aveiro, Braga, Bragança, Viana do Castelo, Vila Real ou Viseu, o movimento consolida-se. O departamento gráfico numa igreja nortenha imprime panfletos que são distribuídos 2/3 dias antes dos ataques às sedes dos partidos à esquerda do PS. Nas missas, os padres incitam contra os comunistas. Vários cónegos têm um papel relevante: Galamba de Oliveira (Leiria); Aníbal (Lamego); Ruivo e um representante do bispo (Bragança); monsenhor Sarmento (Vila Real). O cónego Melo (Braga) coordena, inclusive a logística. Dada a resistência do Bispo do Porto, neste distrito socorrem-se do brigadeiro Pires Veloso, comandante militar do Porto.
A Igreja proporcionava locais para refúgio, pernoita ou reuniões. Na noite de 4 de Outubro de 1975, forças do Regimento de Infantaria de Braga fizeram um cerco ao Seminário de São Tiago, da mesma cidade, em Braga, e com isso conseguiram capturar o major Mira Godinho e o major-tenente Benjamim de Abreu, desta organização, embora Alpoim Calvão e Paradela de Abreu consigam escapar pelo telhado.
O reconhecimento do papel da Igreja nos eventos maiores em Portugal é assinalado com visitas do embaixador dos EUA, Frank Carlucci a Norte do Mondego: a primeira poucas semanas antes do 11 de Março de 1975; a segunda a 3 a 6 de Novembro de 1975. A visita incluiu reuniões com o arcebispo de Braga, e os bispos de Porto, Viseu e Vila Real.
O então Presidente da República Costa Gomes dirá nas suas memórias: “Não tenho dúvida nenhuma de que alguns responsáveis da Igreja desempenharam um papel muito negativo no terrorismo generalizado que se instalou no país, em especial a norte do Douro, mas que se prolongou até às Beiras e ao Centro.”

## Atividade
O MDLP terá tido um papel relevante nos anos quentes que se seguiram à Revolução de 25 de Abril de 1974 em Portugal.
Terão realizado 566 ações violentas. Entre Maio e Novembro de 1975 terão realizado 123 assaltos a sedes, 116 ataques bombistas, 31 incêndios, 8 atentados a tiro, 8 espancamentos e 6 apedrejamentos. Alpoim Calvão assumiu a responsabilidade dos ataques até ao 25 de Novembro de 1975 ao Correio da Manhã em 2012. 
A ação do MDLP terá sido suspensa em 1976, mas este seria o ano mais violento e os assassinatos prolongar-se-ão até 1979.

### Definição de Alvos
O propósito era atacar ativistas percecionados como de esquerda como sindicalistas, políticos, etc. Organizações-alvo incluíam partidos políticos como o PCP ou UDP, entre outros. Outros alvos incluíram: livraria Avante (Porto); Cooperativa Árvore; Tipografia Inova, Sede da Associação SAAL (p. 217). Esteve também associado ao Movimento Anticomunista Português, que reivindicou um ataque bombista à embaixada cubana que resultou em dois mortos e mais de uma dezena de feridos. Este atentado terá sido resultado de uma coordenação com outros grupos como o CODECO
A lista de potenciais alvos era vasta. Vários alvos serão discutidos, mas nunca se concretizarão em ataques. Ramiro Moreira tinha na sua agenda a matrícula de Lopes Graça (p.298), do advogado António Taborda, de Virgínia Moura, entre outras. O então comandante da PSP do Porto, Mota Freitas, terá ainda entregue lista com a identificação de matrículas, marca e proprietários de militantes de esquerda (p.315). Não é evidente se já é o período do MDLP ou anterior. Já no MDLP, em encontro com Alpoim Calvão presente, propõem a Ramiro Moreira assassinar Melo Antunes. Noutras situações, discute-se ataques ao ministro da agricultura Lopes Cardoso ou ao Almirante Rosa Coutinho (p. 309), ou mesmo atentados a infraestruturas como a ponte sobre o Tejo (p. 310). Também se terá discutido ataques para culpar a Esquerda como em igrejas do Norte ou no Santuário de Fátima (p. 310).
Outros ataques a infraestruturas concretizaram-se como o ataque a um dos radares do aeroporto de Lisboa ou às torres de alta tensão em Vialonga para lançar um apagão sobre Lisboa (p.321).
Vinganças individuais terão sido propostas a Ramiro Moreira, muitas vezes via Júlio Regadas, mas recusa por não terem motivações políticas. Por exemplo, um advogado do Porto propõe-lhe um assassinato do amante da amante (p. 320).

### Atentados bombistas e assassinatos[14][19]
Alguns membros do MDLP foram suspeitos de vários atentados bombistas que resultaram na morte de múltiplos inocentes, entre eles:
- o Padre Max e a estudante Maria da Luz, ativistas da UDP, Abril de 1976
- Rosinda Teixeira, no atentado ao seu marido sindicalista, Maio 1976
- Braga: seis rebentamentos em organizações sindicais, uma agência bancária e um partido político (p.320)
- um morto (esposa de antigo empregado de Abílio de Oliveira) em São Martinho do Campo, Santo Tirso;
- dois mortos no atentado à bomba contra a Embaixada de Cuba;
- um morto em atentado bombista num carro junto ao Centro de Trabalho (CT) do PCP na Avenida da Liberdade;
- ataque a um dos radares do aeroporto de Lisboa
- 10 Julho, 1976: ataque com sete bombas a torres de alta tensão em Vialonga  (p.321).
- um morto no assalto ao CT do PCP em Aveiro; 
As imagens das sedes destruídas e dos atentados bombistas podem ser vistas na RTP.

## Julgamento e Indulto
Não houve julgamento por organização terrorista ou autoria moral.
Sobre autoria material (vulgo crimes de sangue), alguns operacionais como Ramiro Moreira foram presos pela Polícia Judiciária. Ramiro Moreira seria condenado a 20 anos de prisão, mas fugiu para Madrid e nunca cumpriu pena (p. 217). Foi indultado em Dezembro de 1991 pelo Presidente da República Mário Soares e o Primeiro-Ministro Cavaco Silva.

## Cronologia
- 1975, 11 de março - tentativa de golpe de estado por militares spinolistas. Exílio do general António de Spínola, por via da Espanha ainda franquista, no Brasil.
- 1975, 5 de maio - constituição oficial e formal do MDLP.
- 1975, 25 de novembro - As forças militares associadas ao grupo dos 9 asseguram o controlo e a estabilização do regime.
- 1976, 17 de fevereiro - circulam rumores que neste dia ocorreria um golpe palaciano em colaboração com a guarda do Palácio de Belém[29][30].
- 1976, 2 de abril - assassinato de Padre Max e Maria da Luz.[31]
- 1976, 29 de abril - Spinola alegadamente suspende as actividades do MDLP[32].
- 1976, 21 de maio - assassinato de Rosinda Teixeira.[31][33][34]
- 1976, 10 de agosto - regresso do exílio do general Spínola, detido ainda no aeroporto para averiguações.[35].